# 浜松市立東陽中学校
浜松市立東陽中学校（はままつしりつ とうようちゅうがっこう）は、静岡県浜松市中央区西町にある公立中学校。

## 概要
東陽中学校は4階建ての南校舎と3階建ての北校舎に分かれ、体育館、武道場、プール、グラウンドなどが設置されている。正門からは北校舎へ続くアーチ階段が見える。

## 沿革
- 1985年（昭和60年）4月1日 - 芳川地区の南東部及び河輪地区を校区として浜松市立南陽中学校から分離独立し開校[1]
- 1985年（昭和60年）8月3日 - プール完成
- 1986年（昭和61年）2月6日 - 体育館完成
- 1986年（昭和61年）8月6日 - 夜間照明施設設置
- 1987年（昭和62年）12月18日 - 下水道工事完成
- 1991年（平成3年）1月31日 - 武道場完成
- 1993年（平成5年）1月27日 - パソコン室完成
- 1993年（平成5年）9月18日 - 防犯灯設置
- 1994年（平成6年）2月21日 - パソコン室空調設備完成
- 1994年（平成6年）3月10日 - 武道場への渡り廊下完成
- 2004年（平成16年）11月10日 - 創立20周年記念式典

## 部活動
| - 陸上競技部 - サッカー部 - 男子バレーボール部 | - 女子バスケットボール部 - ソフトテニス部（男・女） - 卓球部（男・女） | - 吹奏楽部 - 美術部 - マルチボランティア部 |

## 通学区域
- 浜松市立芳川小学校区（ただし、芳川町と安松町は除く。）[2]
- 浜松市立河輪小学校区[2]

## 著名な卒業生
- 鈴木秀人 - 元サッカー選手（ジュビロ磐田）

## アクセス
- 遠鉄バス90・96掛塚さなる台線 「西町」停留所から、徒歩5分